# Antoni Fantosati
Św. Antonino Fantosati (chiń. 范怀德; pinyin Fàn Huáidé; ur. 16 października 1842 r. w Santa Maria in Valle a Trevi, prowincja Perugia we Włoszech – zm. 7 lipca 1900 r. w Hengzhou, prowincja Hunan w Chinach) – święty Kościoła katolickiego, włoski franciszkanin, misjonarz, biskup, męczennik.

## Życiorys
Jego rodzicami byli Domenico i Maria Bompardre. Wstąpił do nowicjatu franciszkanów w Spineta. Święcenia kapłańskie przyjął w 1865 r. w Carpineto Romano. Po dwóch latach został wysłany jako misjonarz do Chin. Przybył do Hongkongu 30 listopada 1867 r., a do Wuchang w prowincji Hubei 15 grudnia. Mianowano go Apostolskim Administratorem Górnego Hubei 22 czerwca 1878 r., a w 1880 r. został wybrany Wikariuszem Generalnym. 11 lipca 1892 r. mianowano go Wikariuszem Apostolskim Południowego Hunan.
Podczas powstania bokserów doszło do prześladowań chrześcijan. 6 lipca 1900 r. kiedy Antoni Fantosati wracał łodzią do Hengyang z ojcem Gambaro, w pobliżu miasta dowiedział się o śmierci brata Cesidio Giacomantonio oraz o zniszczeniu kościoła i sierocińca. Gdy przypłynęli na miejsce zostali zaatakowani przez kilka łodzi rybackich. Napastnicy powalili biskupa sterem, kamienowali go i bili kijami.

## Dzień wspomnienia
9 lipca w grupie 120 męczenników chińskich

## Proces beatyfikacyjny i kanonizacyjny
Razem z Józefem Gambaro i Cesidio Giacomantonio należy do grupy męczenników z południowego Hunan. Zostali oni beatyfikowani 24 listopada 1946 r. przez Piusa XII w grupie „Grzegorza Grassiego i 28 Towarzyszy”. Kanonizowani w grupie 120 męczenników chińskich 1 października 2000 r. przez Jana Pawła II.